# Stigmaphron orphne
Genre
Espèce
Stigmaphron orphne est une espèce éteinte d'hyménoptères apocrites de la famille des Stigmaphronidae. Elle a vécu au cours du Crétacé supérieur, au Santonien il y a environ 85 Ma (millions d'années).
Elle est la seule espèce du genre Stigmaphron, genre qui a donné son nom à la famille des Stigmaphronidae.

## Référence
- Kozlov : Hymenoptera Apocrita of the Mesozoic. Trudy paleont Inst, 147 pp 7-132.